# Vilsandi (Saaremaa)
Koordinaten: 58° 23′ N, 21° 51′ O

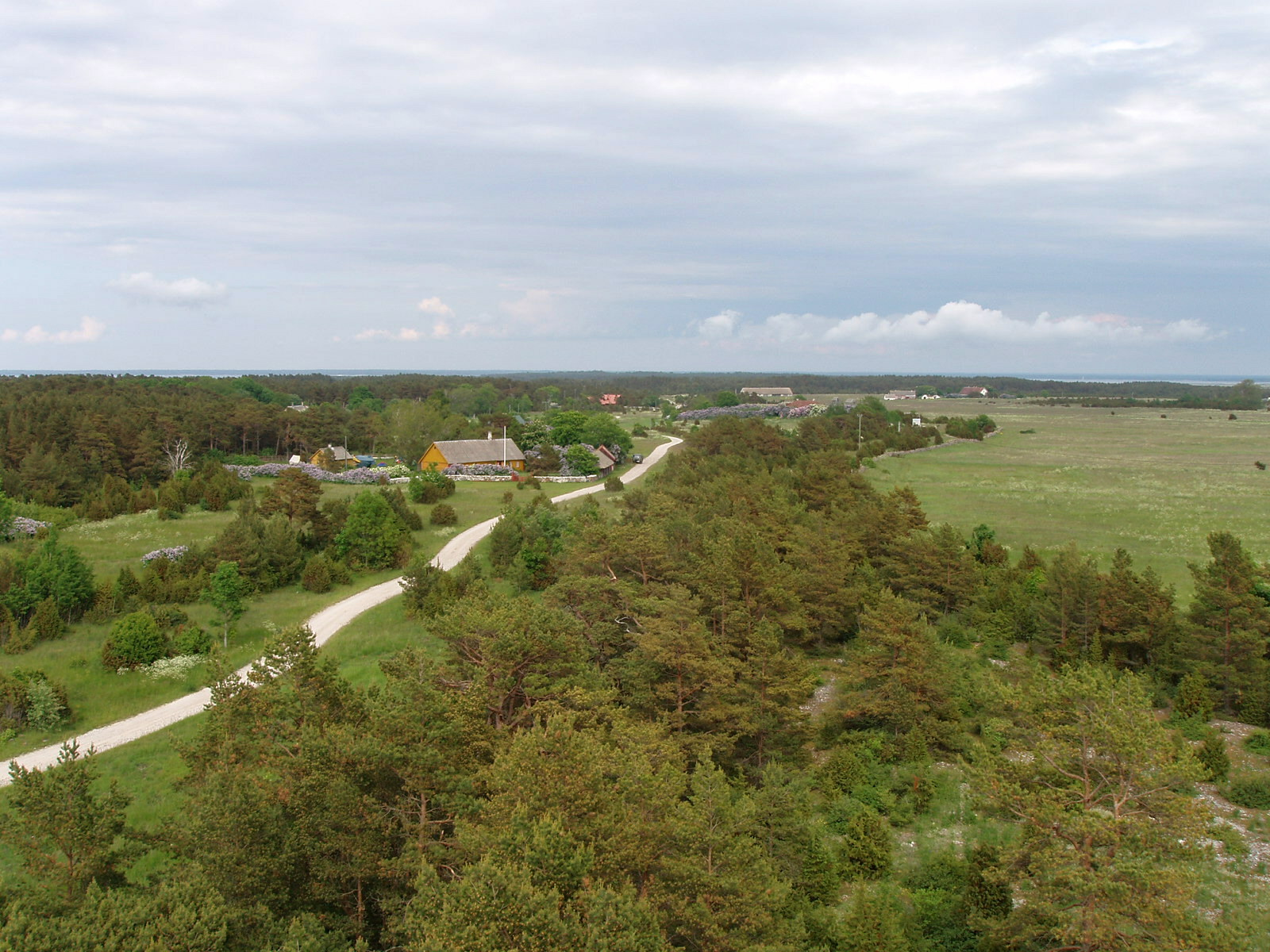
Häuser auf Vilsandi

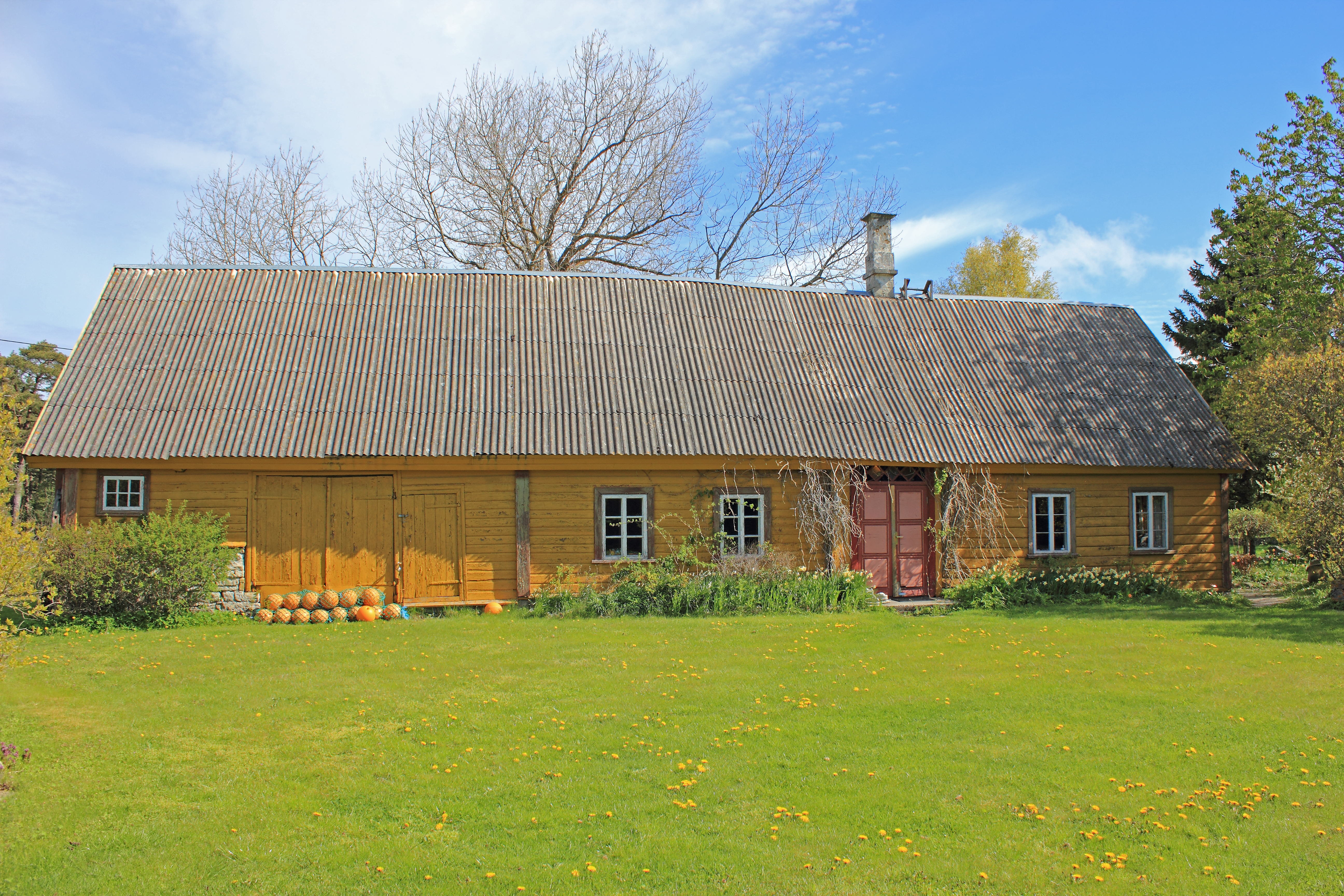
Altes Gehöft

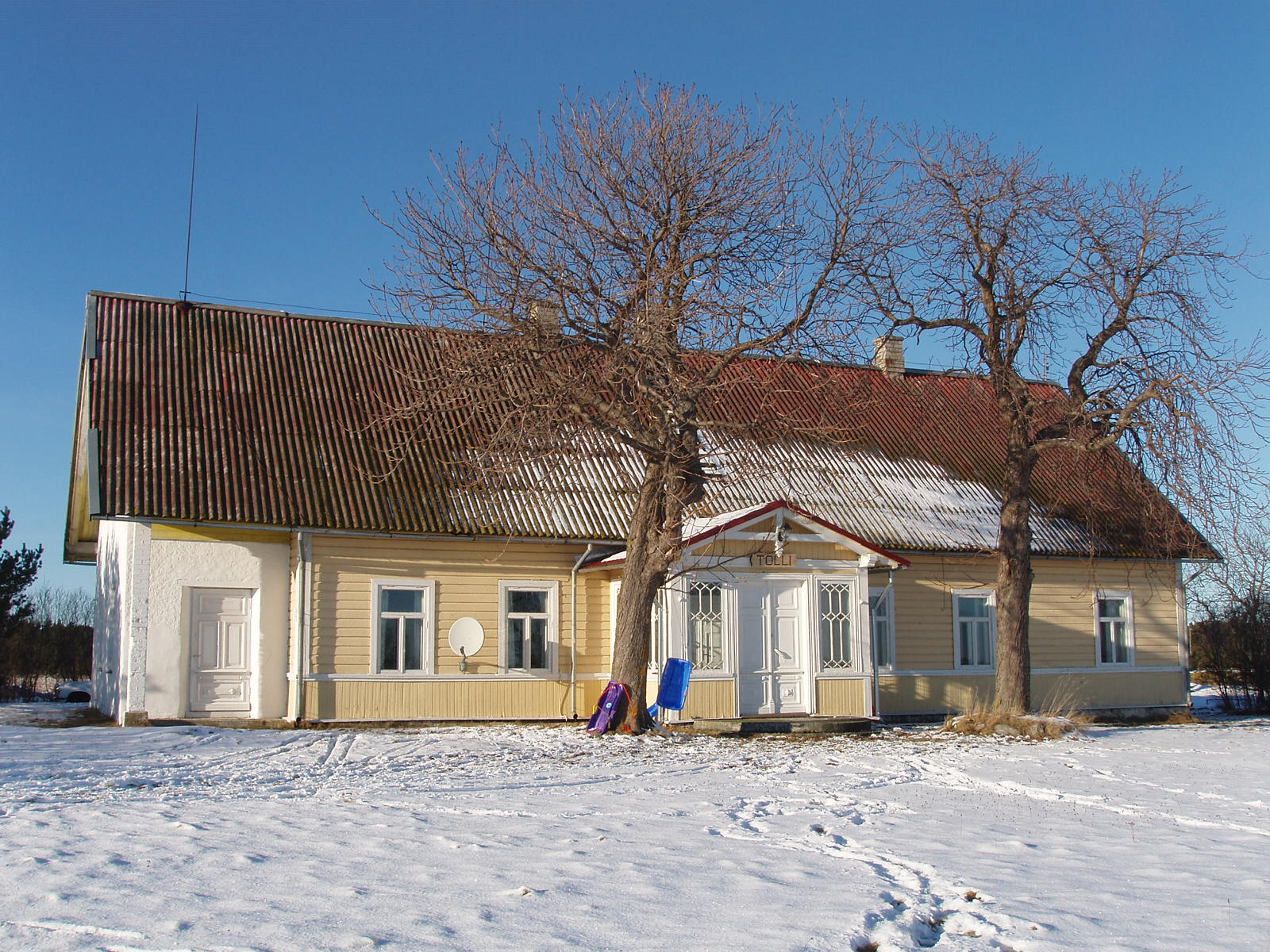
Kapitänshaus Tolli

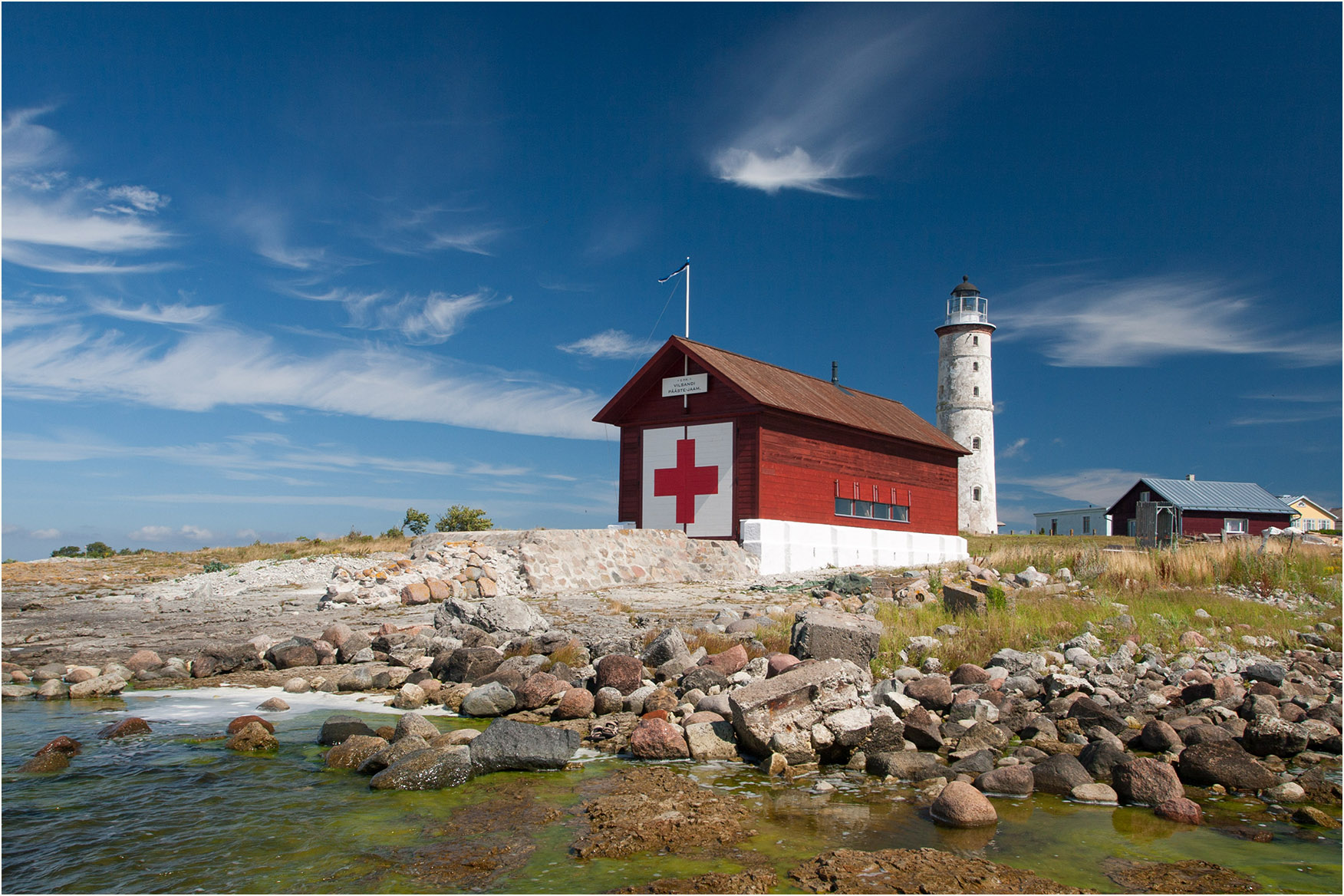
Rettungsstation am Leuchtturm

Das Dorf Vilsandi (estnisch Vilsandi küla) ist die einzige Siedlung auf der gleichnamigen Insel Vilsandi. Es gehört zur Landgemeinde Saaremaa (bis 2017: Landgemeinde Kihelkonna) im Kreis Saare in Estland.

## Lage
Vilsandi liegt 39 Kilometer von der Landkreishauptstadt Kuressaare entfernt. Mit der Insel Saaremaa ist Vilsandi über eine Verbindung mit dem Postschiff zum fünf Kilometer entfernten Hafen Papissaare verbunden.

## Nationalpark
Das Dorf ist Teil des 238 Quadratkilometer großen Nationalparks Vilsandi (Vilsandi rahvuspark), der die Insel Vilsandi und das umgebende Meeresgebiet mit seinen zahlreichen kleinen Eilanden sowie die Westküste der Insel Saaremaa umfasst.

## Einwohnerschaft
Das Dorf hat heute noch sechs Einwohner (Stand 31. Dezember 2011).
Der erste dauerhafte Einwohner war wahrscheinlich der Holländer Johann Doll, dessen Schiff 1703 bei Vilsandi auf Grund lief und der anschließend mit seiner Frau auf der Insel sesshaft wurde. Der Name Doll (oder estnisiert Toll) lebte auf der Insel fort. Im 18. Jahrhundert kamen estnische Einwohner hinzu.
Für das Jahr 1809 sind auf Vilsandi vier Bauernhöfe und elf Fischer verzeichnet. Im selben Jahr wurde der Leuchtturm im Westen der Insel errichtet. Später kamen eine Wetterwarte und eine Rettungsstation hinzu. 1860 lebten auf der Insel achtzehn Familien. Bis 1934 vergrößerte sich die Zahl der Einwohner auf 169. Sie lebten hauptsächlich von Fischerei, Seefahrt, Robbenjagd und ein wenig Landwirtschaft.
1944 flohen 96 Bewohner vor der Eroberung Estlands durch die sowjetische Rote Armee, vor allem nach Schweden. 46 Einwohner blieben zurück.

## Persönlichkeiten
Bekanntester Bewohner Vilsandis war der estnische Schriftsteller Heino Väli (1928–1990), der seit den 1970er Jahren im Dorf lebte. Heute ist der Ort eine Heimat für den estnischen Dramatiker, Schauspieler und Sänger Jaan Tätte (* 1964) geworden.